# Baron Darcy de Knayth
Baron Darcy de Knayth ist ein erblicher britischer Adelstitel in der Peerage of England.

## Verleihung und Geschichte des Titels
Der Titel wurde am 27. Januar 1332 für Sir John Darcy geschaffen, indem König Eduard III. diesen per Writ of Summons ins Englische Parlament berief. Als Barony by writ kann der Titel, wenn keine Söhne vorhanden sind, auch in der weiblichen Linie vererbt werden können. Allerdings gilt zwischen mehreren Schwestern – anders als bei Brüdern – nicht der Grundsatz der Primogenitur. Da der Titel aber weder geteilt noch gemeinsam gehalten werden kann, fällt der Titel, wenn keine Söhne jedoch mehrere Töchter vorhanden sind, in einen Ruhezustand (Abeyance). Jeder Mitberechtigte kann dann bei der Krone die Beendigung des Ruhens beantragen.
Als der 6. Baron 1418 ohne männliche Nachkommen starb, fiel der Titel in Abeyance zwischen dessen beiden Töchtern. Am 10. August 1641 erwirkte Conyers Darcy, ein Nachfahre der jüngeren Tochter, dass ihm der Titel als 7. Baron wiederhergestellt wurde. Zugleich wurde ihm auch der seit 1557 in Abeyance befindliche Titel Baron Conyers als 4. Baron wiedergestellt. Dessen Sohn, der 8. Baron Darcy de Knayth, wurde am 5. Dezember 1682 auch zum Earl of Holderness erhoben. Dieses Earldom erlosch 1778 mit dem Tod des 4. Earls bzw. 11. Barons, während der Anspruch auf die Baronien Darcy de Knayth und Conyers an dessen einzige Tochter Lady Amelia Darcy, Gattin des Francis Osborne, Marquess of Carmarthen (ab 1789 5. Duke of Leeds), fiel. Sie hat die Titel aber zu Lebzeiten nicht geführt. Da die Wiederherstellung des Titels im Jahre 1641 durch Ausstellung eines Letters Patent erfolgte, ging man damals irrtümlich davon aus, die Baronie Darcy de Knayth sein nur in männlicher Linie erblich und mit dem Tod des 4. Earls erloschen, deshalb wurde Amelias Sohn und Erbe George Osborne, 6. Duke of Leeds, 1798 nur der Titel 10. Baron Conyers, nicht aber den ihm ebenfalls zustehende Titel 13. Baron Darcy de Knayth amtlich bestätigt. Beim Tod von dessen Sohn, dem 7. Duke und de jure 14. Baron Darcy de Knayth fiel 1859 das Dukedom of Leeds in männlicher Linie an dessen Cousin George Osborne, 2. Baron Godolphin, während der Titel Baron Conyers und der Anspruch auf den Titel Baron Darcy de Knayth an Sackville Lane-Fox, den Sohn von dessen ältester Tochter, fielen. Als dieser 1888 starb, fielen beide Baronien in Abeyance zwischen dessen beiden Töchtern.
Die Abeyance wurde am 29. September 1903 zugunsten der jüngeren Tochter Lady Violet Lane-Fox, Gattin des George Herbert, 4. Earl of Powis († 1952), als 16. Baroness Darcy de Knayth beendet; die Baronie Conyers war bereits 1892 ihrer älteren Schwester Lady Marcia Lane-Fox Pelham, Gattin des Charles Pelham, 4. Earl of Yarborough wiederhergestellt worden. Als ihr Sohn, der 17. Baron, 1943 im Zweiten Weltkrieg fiel, erbte dessen einzige Tochter Davina Herbert, die 1960 Rupert Ingrams heiratete, den Titel als 18. Baroness. Heutiger Titelinhaber ist seit 2008 deren einziger Sohn als 19. Baron.

## Liste der Barone Darcy de Knayth (1332)
- John Darcy, 1. Baron Darcy de Knayth († 1347)
- John Darcy, 2. Baron Darcy de Knayth (1317–1356)
- John Darcy, 3. Baron Darcy de Knayth (1351–1362)
- Philip Darcy, 4. Baron Darcy de Knayth (1341–1398)
- John Darcy, 5. Baron Darcy de Knayth (1376–1411)
- Philip Darcy, 6. Baron Darcy de Knayth (1397–1418) (Titel abeyant 1418)
- Conyers Darcy, 7. Baron Darcy de Knayth (1570–1654) (Abeyance beendet 1641)
- Conyers Darcy, 1. Earl of Holderness, 8. Baron Darcy de Knayth († 1689)
- Conyers Darcy, 2. Earl of Holderness, 9. Baron Darcy de Knayth (um 1620–1692)
- Robert Darcy, 3. Earl of Holderness, 10. Baron Darcy de Knayth (1681–1722)
- Robert Darcy, 4. Earl of Holderness, 11. Baron Darcy de Knayth (1718–1778)
- Amelia Osborne, Marchioness of Carmarthen, de jure 12. Baroness Darcy de Knayth (1754–1784)
- George Osborne, 6. Duke of Leeds, de jure 13. Baron Darcy de Knayth (1775–1838)
- Francis D’Arcy-Osborne, 7. Duke of Leeds, de jure 14. Baron Darcy de Knayth (1798–1859)
- Sackville Lane-Fox, 12. Baron Conyers, de jure 15. Baron Darcy de Knayth (1827–1888) (Titel abeyant 1888)
- Violet Herbert, Countess of Powis, 16. Baroness Darcy de Knayth (1865–1929) (Abeyance beendet 1903)
- Mervyn Herbert, Viscount Clive, 17. Baron Darcy de Knayth (1904–1943)
- Davina Ingrams, 18. Baroness Darcy de Knayth (1938–2008)
- Caspar Ingrams, 19. Baron Darcy de Knayth (* 1962)

Titelerbe (Heir apparent) ist der älteste Sohn des aktuellen Titelinhabers, Hon. Thomas Rupert Ingrams (* 1999).